# Leucozona lucorum
Leucozona lucorum là một loài ruồi trong họ Ruồi giả ong (Syrphidae). Loài này được Linnaeus mô tả khoa học đầu tiên năm 1758. Leucozona lucorum phân bố ở vùng Cổ Bắc giới

## Hình ảnh

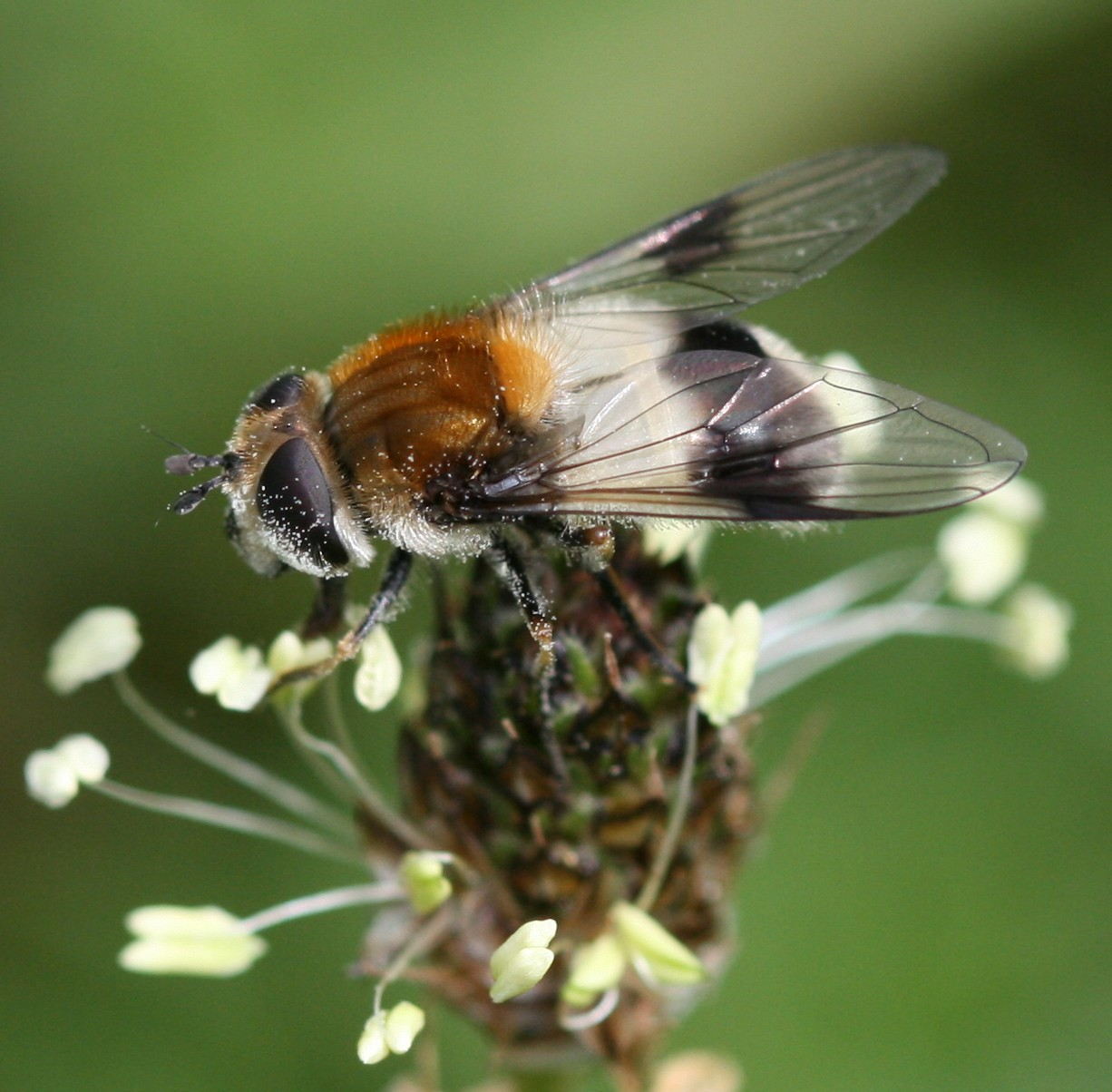
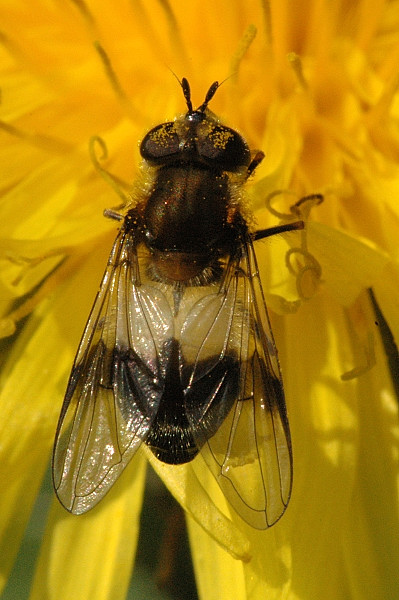
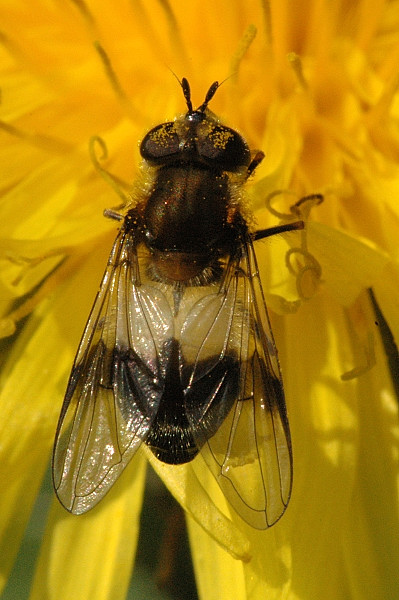